# مارک لشنیفسکی
مارک لشنیفسکی (لهستانی: Marek Leśniewski؛ زادهٔ ۲۴ آوریل ۱۹۶۴) دوچرخه‌سوار اهل لهستان بود.
از باشگاه‌هایی که در آن بازی کرده‌است می‌توان به سن میشل–اوبر۹۳ اشاره کرد.
وی در مسابقات کشوری و بین‌المللی در مجموع برندهٔ ۱ مدال نقره شده‌است.